# Medinci Törökvár
A Medinci Törökvár (horvátul: Medinci Turski grad) egy várhely Horvátországban, a Verőce-Drávamente megyei Szalatnokhoz tartozó Medinci határában.

## Fekvése
A várhely a határában, a szomszédos Szalatnok felé félúton az út északnyugati oldalán található.

## Története
A várról nincsenek történelmi adatok, de talán összekapcsolható az ezen a területen említett középkori Turbina nevű birtokkal. Környékének újabb feltárásával számos késő középkori kerámia leletet találtak egy mintegy 200 méterre délnyugatra emelkedő dombon. A vártól délnyugatra és nyugatra fekvő teljes területet Turbinának hívják. Talán egy máig nem azonosított középkori települést kell itt vagy a tágabb területen keresni, amelyet már 1297-ben Tubina birtokaként és földjeként, 1334-ben pedig Szent Anna templomával együtt Turbina néven említenek, majd a 15. században „Thurbine”, „Therbenye” vagy „Thewrbenye” néven szerepel a korabeli forrásokban.

## A vár mai állapota
A várhely beazonosítása 1978-ban történt. 1980-ban a régészeti lelőhely bejegyzését eredményező bejárás során a helyszín erdővel volt benőve, nem volt hozzáférhető. Az akkori becslések szerint ez egy kör alaprajzú erőd volt, melynek a középső fennsíkja két árokkal és sánccal volt körülvéve. Időközben a tulajdonos megtisztította a területet, és vendéglátó létesítményt épített rá. Sajnos ez alkalommal nem végeztek leletmentő régészeti feltárást, így erről a lelőhelyről nincs is olyan lelet, amely alapján funkcióját és datálását részletesebben meghatározhatták volna. Az erdőirtás és a növényzet eltávolítása után azonban a helyszín alakjára fény derült.
Két, északkelet-délnyugati irányban húzódó kiemelkedés található itt, melyeket sánc és nyolcas alakban ásott árok övez. A mély árokkal körülvett déli kiemelkedés a nagyobb, melyet valószínűleg fahíd kötött össze az északi kiemelkedéssel. Az árokba a Jova-patak vízét vezették. Az 1996-os és 2009-es terepbejáráskor a régészek a terepalakzat nagymértékű változását találták. A magasabbik dombon ma a „Stari hrastovi” nevű vendéglátóipari egység áll, melynek építése során a várhelyet alaposan megrongálták. A vendéglátóhely tulajdonosa szerint az alapok építése során nem ástak mélyre, és régebbi falazott helyiségek nyomát sem találták. A nagyobb és a kisebb magasság közötti árokban oszlopmaradványokat találtak. Ezek az oszlopok egy faszerkezetre, minden bizonnyal hídra utalnak, mely itthelyezkedett el.
A bár a köznyelv a helyet Turski gradnak, azaz török várnak nevezi a szakemberek a lelőhely jellemzői alapján középkori vár maradványaira következtettek. Hasonló erősségek voltak a középkorban a közelben Szópia határában (ezt ugyancsak Turski gradnak nevezik) és Sladovevci határában Lipiknél.